# Nahalaot
Nahalaot (ou Nahlaot, Nachlaot, en hébreu נחלאות) est un quartier de Jérusalem en Israël.